# Carl-Henrik Gåsste
Carl-Henrik Gåsste, född 1 maj 1922 i Hudiksvalls församling i Gävleborgs län, död 15 september 2008 i Botkyrka församling i Stockholms län, var en svensk militär.
Efter officersexamen blev Gåsste fänrik vid Jämtlands fältjägarregemente 1946 och tjänstgjorde där 1946–1957. Han studerade vid Krigshögskolan 1957–1959 och befordrades till kapten i Generalstabskåren 1958. Han arbetade 1961–1963 i Försvarsstaben med strategisk planering. Åren 1963–1964 tjänstgjorde han vid Norrbottens regemente. År 1964 befordrades han till major och var förste lärare i strategi vid Militärhögskolan 1964–1968. Han befordrades till överstelöjtnant 1968 och var tillförordnad chef för Hälsinge regemente 1968–1969 samt därefter ställföreträdande regementschef och utbildningschef 1969–1971. År 1971 befordrades han till överste och var 1971–1973 ordinarie chef för Hälsinge regemente, varpå han 1973–1975 var ställföreträdande regementschef och ställföreträdande befälhavare för Gävleborgs försvarsområde. Han befordrades 1975 till överste av första graden och var åter chef för Hälsinge regemente tillika befälhavare för Gävleborgs försvarsområde 1975–1982. Han var sakkunnig i 1983 års värnpliktsutbildningskommitté.
Carl-Henrik Gåsste invaldes 1971 som ledamot av Kungliga Krigsvetenskapsakademien.
I en nekrolog berättas:
| ” | Carl-Henrik Gåsstes långa regementschefstid var både för honom och för regementet en lyckosam period under ett för försvaret och armén pressat skede. Han arbetade konsekvent för att skapa goda förutsättningar för att utveckla bra krigsförband vilket inte var lätt i perioder av befälsbrist och ryckig ekonomisk planering. Det var också en tid då många värnpliktiga var fångade av 1968 års upprorsanda vilket skapade oro på förbanden. Carl-Henrik Gåsste kunde genom sin erfarenhet, fasthet och vilja att ta diskussioner med soldaterna bemästra incidenter och kriser som hörde till trupplivet. Han lät soldaterna framföra sina synpunkter och kunde sedan avslöja svagheterna i deras resonemang och fick gehör hos den helt övervägande delen av de värnpliktiga. | „ |